# Miquel Moragas i Ricart
Miquel Moragas i Ricart   (Barcelona, 19 de novembre de 1842 - Barcelona, 12 de juliol de 1916) fou un escenògraf català.
El 1859 començà a treballar al taller de Josep Planella, al teatre Principal. Amb disset anys ja era oficial major. Fou un dels millors dissenyadors de paisatges i d'interiors catalans i realitzà nombroses decoracions per al teatre Romea.

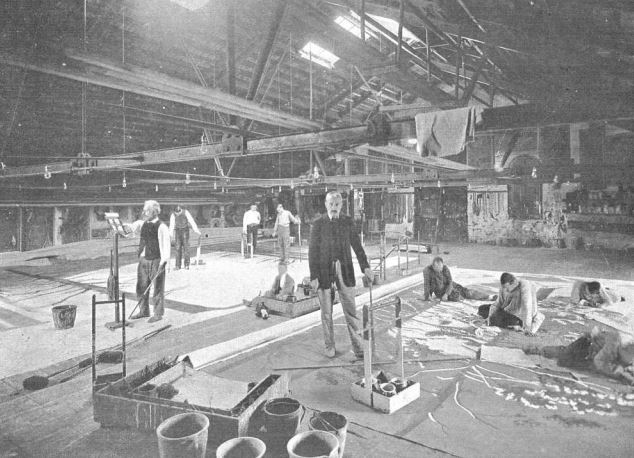
El taller de Miquel Moragas i Salvador Alarma

El 1874 se separà del seu mestre i muntà el seu propi taller, col·laborant amb Francesc Soler i Rovirosa. Del 1881 al 1888 s'associà amb Fèlix Urgellès, amb qui treballà al taller del Circ Barcelonès, i pintaren decoracions per a les obres Sota terra o Joan Blanques, i també per a diferents revistes musicals i sarsueles. Associat el 1888 amb el seu nebot i deixeble Salvador Alarma, fou aquest qui el succeí en el seu taller.
Entre d'altres, treballà en les decoracions per a Otel·lo, L'arlesiana, El comte l'Arnau, Mar i cel, Èdip Rei, Lohengrin, Parsifal i Terra baixa.
Destacà per la habilitat en la plasmació de cortinatges, com ho demostrà la realització dels telons de boca dels teatres Tívoli, Romea, Principal, entre d'altres. Considerat un dels millors escenògrafs de l'època, treballà també a la resta de l'Estat i a l'Amèrica Llatina.